# Économie du Parc naturel régional des Vosges du Nord
 (juin 2021).
Si vous disposez d'ouvrages ou d'articles de référence ou si vous connaissez des sites web de qualité traitant du thème abordé ici, merci de compléter l'article en donnant les références utiles à sa vérifiabilité et en les liant à la section « Notes et références ».
Le parc naturel régional des Vosges du Nord est un parc naturel français situé à cheval sur les départements du Bas-Rhin et de la Moselle dans les régions d'Alsace et de Lorraine.

## Tradition industrielle
Le territoire des Vosges du Nord s'inscrit dans une tradition industrielle datant du XVIe siècle autour des secteurs de la métallurgie, du verre et du cristal, du grès et du bois et caractérisé par les ouvriers-paysans.
La métallurgie en pays de Niederbronn-les-Bains, le pétrole de Pechelbronn, les verreries et cristalleries au cœur du massif, le travail du bois avec un massif forestier qui couvre les 2/3 de la superficie du Parc et le travail du grès, socle du territoire sont les filières patrimoniales du Parc naturel régional des Vosges du Nord.
À partir du XVIIe siècle on observe un passage du stade artisanal au stade industriel avec le développement des secteurs du fer (De Dietrich) et du verre.
Du XIXe siècle jusqu'à 1945 le développement industriel s'accélère avec la révolution industrielle mais la période de guerres transforme une partie du territoire en zone de glacis. Les industries quittent les vallées et s'installent aux franges du territoire sauf pour le verre et le cristal. L'activité pétrolière autour de Pechelbronn est à son apogée en 1937 où l'on compte 2770 employés à la Pechelbronn-SAEM.
À partir de 1950, la crise frappe les industries issues du XIXe siècle du fait de modifications des méthodes de production et d'une compétition qui s'internationalise. Cela aboutit à l'arrêt de l'activité pétrolière en 1970.
Dans le même temps des capitaux étrangers contribuent à l'implantation de sites de productions sur le territoire ou à proximité.
Après une nouvelle crise dans les années 1980-1990 qui voit disparaître les principaux centres décisionnels des grandes entreprises du territoire : rachat de Saint-Louis et Lalique, de De Dietrich avec cession de la partie ferroviaire, on note une reprise économique amplifiée par le caractère frontalier du territoire qui se manifeste entre autres par de faibles taux de chômage.
À l'heure actuelle, 60 % de la superficie du territoire est couverte par la forêt, l'agriculture se concentre sur le plateau lorrain, le piémont et l'Alsace Bossue alors que l'activité industrielle est localisée au niveau des centres urbains. On y distingue : les grands sites industriels appartenant à des groupes s'intégrant dans des stratégies mondiales dont les centres décisionnels sont hors du territoire, des PME filiales d'entreprises ou appartenant à un groupe et des PME à pouvoir de décision local, un artisanat et un commerce qui se concentre au niveau des bourgs centres.

## Produits du Parc

### Agriculture
C'est ainsi que le secteur agricole, concomitant à l'activité industrielle, s'est développé dans une tradition de pluriactivité autour de l'ouvrier paysan. Les nouveaux modes de vie et la réorganisation du monde rural en font un secteur en déclin sur le Parc. La déprise agricole est particulièrement importante au cœur du massif où les fonds de vallées ne sont plus exploités.

### Produits du terroir
Les produits du terroir sont issus de la transformation des produits de la ferme, de la chasse, de la pêche : salaisons, charcuteries, foie gras, miels et petits fruits que l'on trouve souvent proposés à la vente par le producteur ou directement issu du milieu naturel : eau minérale commercialisée sous la marque Celtic (Niederbronn).

### Arboriculture
Développée à la fin du XIXe siècle, on note la présence de quelques unités de production de jus de fruits et un tissu associatif dense. Les espèces fruitières locales sont variées : pommier, poirier, cerisier, prunier (une variété rustique locale : le quetschier) et noyer.

### Viticulture
Elle était très répandue jusqu'à l'épidémie de phylloxéra à la fin du XIXe siècle, elle se concentre aujourd'hui sur le secteur oriental du Parc autour des villages de Cleebourg et Rott qui correspondent à la partie septentrionale de la route des vins d'Alsace.

### Bois
Pour un territoire couvert à 60 % par la forêt, le bois est naturellement une ressource importante du territoire. L'exploitation forestière : forestiers, bûcherons, débardeurs et les entreprises de la première transformation du bois : scieries forment le plus gros de l'activité du secteur.
Les essences principales sont le hêtre, le chêne, le pin sylvestre et l'épicéa.
La gestion actuelle privilégie une triple vocation du milieu forestier : économique, sociale, environnementale qui se traduit dans les démarches de certification forestière selon les référentiels FSC et PEFC.
Après la crise de 1993, les industries du bois ont à relever trois défis majeurs : la mondialisation, la concurrence des autres matériaux et le respect de l'environnement.

### Grès
Le substrat gréseux, socle du territoire, donne à ce matériau une place majeure dans l'habitat et les monuments du Parc. S'il est utilisé dans la restauration du patrimoine il s'intègre parfaitement à une architecture plus contemporaine.
Jusque dans les années 1960 l'activité autour du grès était pratiquée en complément des travaux agricoles selon les saisons. Depuis, on a assisté à une réelle spécialisation autour de savoir-faire : travail en fond de taille, transport de bloc brut, taille et sciage, traitement de surface, mise en œuvre sur les chantiers. Pour répondre aux besoins des entreprises, le centre de formation des apprentis de Saverne, CFA, a été créé sous l'égide de l’UNICEM. Il forme au CAP de tailleur de pierre - marbrier.

## Savoir-faire

### Le travail du fer
C'est en 1683 que démarre la saga De Dietrich. Le premier haut-fourneau installé au Jaegerthal produit un fer d'excellente qualité choisi par les arsenaux royaux.
La révolution industrielle provoque l'arrêt de l'activité à Jaegerthal et la sortie des fonds de vallées pour l'activité métallurgique.
Aujourd'hui, cette activité se concentre autour des sites De Dietrich à Niederbronn-les-Bains : produits thermiques, Zinswiller : savoir-faire en fonderie et chaudronnerie pour des produits à destination de l'industrie chimique, pétrolière et agro-alimentaire, Reichshoffen : matériels ferroviaires : 2e voiture de la rame TGV et ATER 200 (Alstom DDF depuis 1999) et équipements de signalisations.

### Le verre et le cristal
Ce secteur s'est développé autour de noms prestigieux : Saint-Louis, Émile Gallé, René Lalique.
Actuellement, une vingtaine d'entreprises du secteur verre (essentiellement verre ophtalmique) et cristal sont installées sur le territoire du Parc qui emploient environ 1 000 personnes. Cette activité aux savoir-faire artisanaux reste profondément ancrée au territoire, même si les centres décisionnels des principales entreprises installées au cœur du Parc ne sont plus locaux. Une formation est dispensée par le lycée professionnel de Bitche dans le cadre de la section ECLA.
Dès la Renaissance, des verreries ambulantes se trouvent sur le territoire. La production s'étalait de Pâques à la Saint-Martin dans le cadre d'un artisanat familial où le savoir-faire se transmet de père en fils. Le four à verre pouvant servir à plusieurs familles. Le déboisement obligeait les verriers à déplacer leur four. En effet, le bois, des cendres de fougères et de bruyère (potasse), de l'eau et du sable (silice) porté à fusion sont les éléments de base du verrier à cette époque. L'eau sera remplacée par la vapeur puis par l'électricité. Le bois étant remplacé par le charbon au XIXe siècle puis par le mazout, le fioul domestique et le gaz naturel.
Une production favorisée par les Ducs de Lorraine qui augmente ainsi qu'une croissance démographique engendrent un déboisement important, une ouverture de chemins et une transformation des hameaux verriers en villages (Müntzthal : 1586).
En 1721, la verrerie de Goetzenbruck démarre son activité et en 1767 le Conseil d'État accorde la cense domaniale de Müntzthal à la société Jolly et Cie qui doit y bâtir la Verrerie Royale de Saint-Louis, nommée en l'honneur de Saint Louis.
Après plus de quatre siècles d'un artisanat familial, on entre dans une nouvelle ère : les verreries se fixent, les verriers deviennent des ouvriers paysans logés, sécurisés mais contraints. Ce n'est qu'en 1960 que les verriers retrouveront une certaine autonomie avec la création du CAP.
C'est en 1779 à Saint-Louis qu'est produit le premier cristal sur le continent.
En 1921, René Lalique commence son activité à Wingen-sur-Moder.
En 1937, l'usine Mont-Royal produit du verre optique.